# Bierwärmer

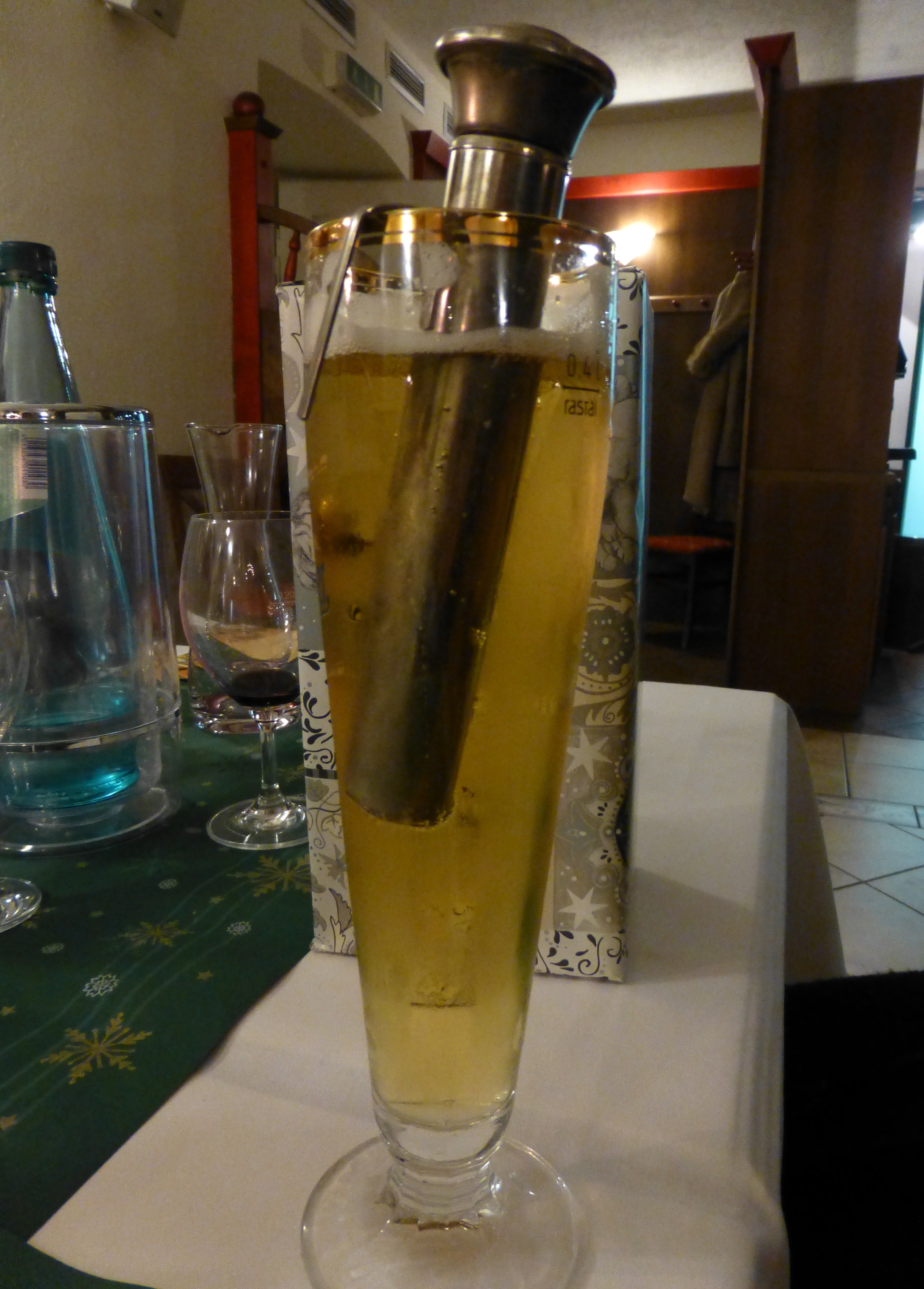
Bierwärmer im Bierglas

Ein Bierwärmer ist ein spezielles metallisches Objekt, das dazu dient, Bier auf die gewünschte Trinktemperatur zu bringen. Diese Technik wird besonders geschätzt, wenn das Bier aufgrund seiner Lagerung zu kalt serviert wird, um den optimalen Geschmack zu gewährleisten.

## Aufbau und Funktionsweise
Der Bierwärmer besteht typischerweise aus einem Metallzylinder, der mit einem Deckel verschlossen werden kann. Am oberen Ende des Zylinders befindet sich ein Haken, der es ermöglicht, den Bierwärmer sicher an den Rand eines Bierglases oder -krugs zu hängen.
Zur Anwendung wird warmes Wasser in den Metallzylinder gefüllt. Anschließend wird der Bierwärmer in das Bierglas oder den Bierkrug gehängt. Die Wärme des Wassers im Zylinder überträgt sich auf das Bier, wodurch dieses allmählich auf die gewünschte Trinktemperatur erwärmt wird. Eine alternative Methode besteht darin, einen Metallstab in heißem Wasser zu erhitzen und diesen dann direkt in das Bier zu tauchen, um den gleichen Effekt zu erzielen.

## Historische Bedeutung und Verwendung
Vor der Einführung moderner Kälteanlagen in Brauereien und Gaststätten wurden Bierfässer in Eiskellern gelagert. Diese Keller ermöglichten nur eine begrenzte Kontrolle der Lagertemperatur, weshalb das Bier oft zu kalt ausgeschenkt wurde. Um das Bier auf die individuelle bevorzugte Trinktemperatur zu bringen, nutzten die Gäste Bierwärmer.

## Moderne Nutzung und Relevanz
Auch heute finden Bierwärmer noch Anwendung, insbesondere in traditionellen Wirtshäusern oder bei Bierliebhabern, die großen Wert auf die richtige Trinktemperatur legen. Die optimale Trinktemperatur variiert je nach Biersorte und persönlichen Vorlieben, liegt jedoch meist zwischen 6 und 12 Grad Celsius für Lagerbiere und etwas höher für Ales und Stouts.

## Galerie

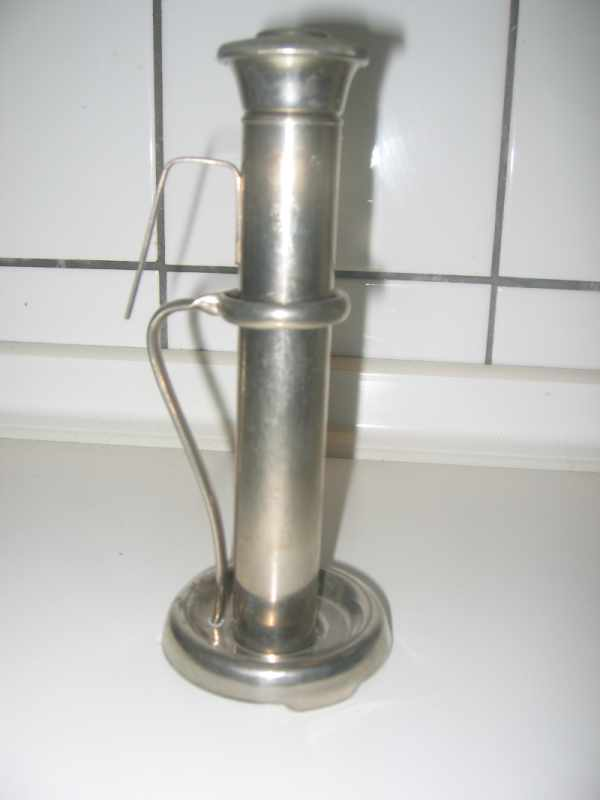
Bierwärmer in einem Abtropfhalter
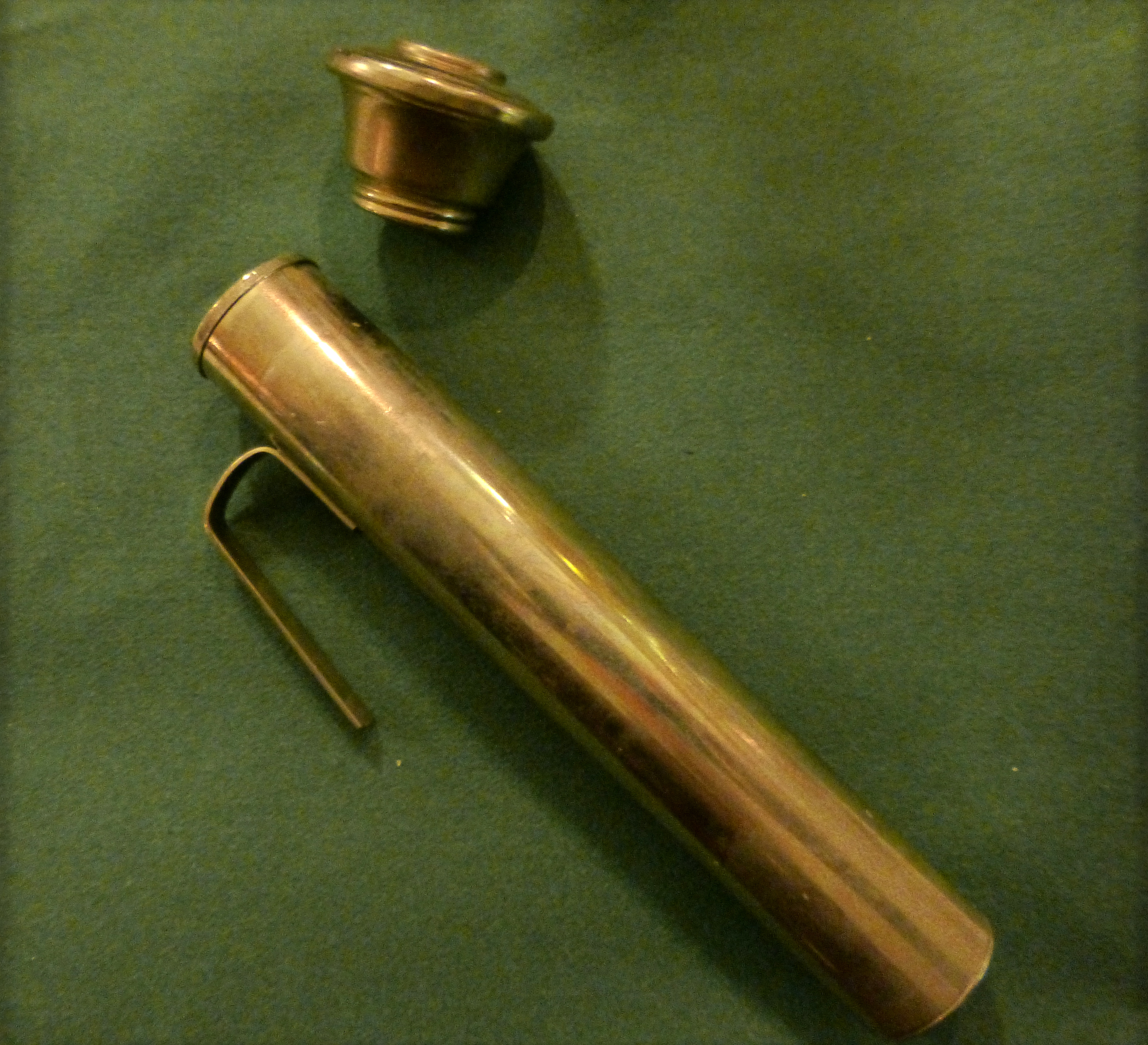
Bierwärmer mit abgeschraubter Kappe